# Andreas Moser (Musiker)
Andreas Moser (* 29. November 1859 in Semlin an der Donau, Syrmien, Kaisertum Österreich; † 7. Oktober 1925 in Berlin) war ein deutscher Musiker, Musikpädagoge und Musikwissenschaftler.

## Leben
Moser war der Sohn eines aus Oberösterreich stammenden Winzers und Selchers. Als Kind erhielt er Geigenunterricht und sang im Kirchenchor. Sein Gymnasialgesangslehrer war Friedrich Hegar. Ab 1874 besuchte Moser die Zürcher Kantonsschule. Nach dem Abitur studierte er zunächst Ingenieurwissenschaften an der Technischen Hochschule Zürich und Architektur in Stuttgart. Neben dem Studium sammelte er weitere musikalische Erfahrung, unter anderem als Erster Geiger des Züricher Studentenquartetts und Dirigent des Stuttgarter akademischen Gesangsvereins. Schließlich wandte er sich endgültig der Musik zu und wurde 1878 ein Schüler von Joseph Joachim an der Königlichen Hochschule für Musik in Berlin, der heutigen Universität der Künste. Im Jahr darauf trat Moser dort eine Stelle als Hilfslehrer an. 1883 erhielt er eine erste Anstellung als Konzertmeister am Nationaltheater Mannheim, musste diese jedoch aus gesundheitlichen Gründen nach einigen Monaten wieder aufgeben. Er arbeitete zunächst als privater Geigenlehrer und ab 1888 als Dozent an der Berliner Musikhochschule. 1900 wurde er dort zum ordentlichen Professor für Violine berufen. Zu seinen Schülern gehörten unter anderem Minos Dounias, Pálma von Pászthory, Josef Wolfsthal, Robert Imandt, Richard Czerwonky, Hans Bassermann und Julius Ruthström. 1925 verlieh ihm die philosophische Fakultät der Universität Berlin die Ehrendoktorwürde.
Moser musizierte als Bratschist im Joachim-Quartett und führte in den 1890er Jahren ein eigenes Streichquartett, das in Berlin auftrat. Er litt jedoch unter einer „nervösen Beschwerde des Armes“ (E. van der Straeten), die ihn an einer regelmäßigen Konzerttätigkeit hinderte, so konzentrierte er sich auf die Lehre. In Berlin wurde er Joachims wichtigster Assistent und verfasste mit ihm zusammen musiktheoretische Publikationen, vor allem die dreibändige Violinschule von 1905. Er veröffentlichte auch eine Biographie von Joachim, bearbeitete eine Sammlung von Briefen zwischen Brahms und Joachim und veröffentlichte nach Joachims Tod die Methodik des Violinspiels (Leipzig, 1920) und Technik des Violinspiels (Leipzig, 1925) und war als Herausgeber von Violinliteratur bei der Edition Peters und der Universal Edition.
Seit 1888 war Moser mit Edda (1868–1930) verheiratet, Tochter des Schriftstellers Rudolf Elcho. Aus der Ehe ging ein Sohn hervor, der Musikwissenschaftler Hans Joachim Moser.
1925 ging Moser in den Ruhestand und zog nach Heidelberg. Er litt an Kehlkopfkrebs und starb noch im gleichen Jahr an den Folgen einer Operation.

## Veröffentlichungen

### Schriften
- mit Joseph Joachim: Violinschule (1908–1910), 3 Bände, Simrock Verlag Berlin
- Methodik des Violinspiels (1920) Breitkopf & Härtel, Leipzig
- Geschichte des Violinspiels (1923), Max Hesses Verlag, Berlin; 2. verbesserte und ergänzte Auflage mit Hans-Joachim Nösselt, Schneider Verlag, Tutzing 1966/67 (in 2 Bänden)
- Technik des Violinspiels (1925), Breitkopf & Härtel, Leipzig

### Herausgebertätigkeit Noten
- Bach: Konzert für 2 Violinen, BWV 1043 (Peters, 1884).
- Beethoven: Streichquartett Op 59 No 1 (mit Joachim) (Peters, 1902).
- Beethoven: Streichquartette, Op 127, 130, 131, 132, 133, 135 (mit Joachim und Hugo Dechert) (Peters, 1901).
- Haydn: 30 berühmte Quartette für 2 Violinen, Viola und Violoncello (mit Hugo Dechert) (Peters, Leipzig 1920/21).
- Mozart: 10 Streichquartette, KV 387, 421, 428, 458, 464, 465, 499, 576, 589, 590, (mit Hugo Becker) (Peters, 1882).
- Schubert, Streichquartette, D 804, 810, 887, 703 (mit Hugo Becker) (Peters, Datum unbekannt).

Zusätzlich zu diesen Ausgaben sind die Konzerte und andere in der Joachim / Moser Violin enthalten Sololiteratur, veröffentlicht von Simrock 1905. Dazu gehören die Bachkonzerte BWV 1041 und 1043; die Beethoven Romances, Op 40 und 50; Brahms, Violinkonzert, Op 77; Händel, Sonate in A, HWV 361; Kreutzer, Violinkonzert Nr. 19: Mozart, Violinkonzerte, K 218 und 219; Rode, Violin Concertos Nos 10 und 11; Spohr, Violin Concerto No 8; Tartini, „Teufelstriller“ Sonate; Viotti, Konzert Nr. 22.